# 爱丽丝梦游魔境
《爱丽丝梦游魔境》是心理恐怖元素的第三人称动作游戏，2000年12月6日在个人电脑平台发行。游戏由Rogue Entertainment开发，艺电发行，是路易斯·卡罗尔《爱丽丝》小说的非正式后传。游戏由亚美利坚·麦基设计，克里斯·维伦纳谱曲。
游戏使用最早在《雷神之锤III 竞技场》使用的id Tech 3引擎。曾有开发PlayStation 2移植版，但最终取消。续作《爱丽丝：疯狂回归》2011年6月14日发行。为配合续作的发行，游戏可随其在PlayStation 3和Xbox 360上免费下载。
游戏设定于《爱丽丝梦游仙境》和《爱丽丝镜中奇遇》之后数年，使用年长、更愤世嫉俗及恐怖化身的爱丽丝。游戏到2010年7月22日时售出150万套。

## 劇情
在《愛麗斯夢遊仙境》和《愛麗絲鏡中奇遇》的冒險結束後，愛麗絲的家人在火災中死亡，生還的愛麗絲因無法忘記和接受家人死亡的痛苦記憶而精神錯亂，就這樣被關進了會把病人當白老鼠的精神病院。在病院的期間，她再次來到仙境，仙境卻已經變得殘破不堪、烏煙瘴氣。愛麗絲的朋友告訴她，必須打倒紅心女王才能拯救仙境，愛麗絲因此踏上討伐紅心女王的旅程，同時也尋找著脫離精神病院的方法。